# Alberto Jover Piamonte
Alberto Jover Piamonte (Iloilo, 21 novembre 1934 – Iloilo, 17 dicembre 1998) è stato un arcivescovo cattolico filippino.

## Biografia
Nacque il 21 novembre 1934 a Iloilo.

### Formazione e ministero sacerdotale
Dopo aver studiato filosofia e teologia al Seminario St. Vincent Ferrer, fu ordinato sacerdote per l'arcidiocesi di Jaro il 22 marzo 1958. Servì l'arcidiocesi per circa quarant'anni. Nel 1960, due anni dopo la sua ordinazione sacerdotale, fu nominato vicecancelliere dell'arcidiocesi. Successivamente fu inviato per ulteriori studi a Manila, dove conseguì la licenza in diritto canonico presso l'Università di Santo Tomás. Conseguì poi il dottorato presso la Pontificia università "San Tommaso d'Aquino" a Roma. Soggiornando in Italia, dopo il dottorato, prestò servizio presso la Rota Romana, la corte d'appello ordinaria del Vaticano per le cause in materia di diritto ecclesiastico impugnate presso la Santa Sede, in particolare le cause relative alla validità del matrimonio. Fu il primo revisore dei conti filippino della Rota romana.

### Ministero episcopale
Il 28 dicembre 1974 papa Paolo VI lo nominò vescovo titolare di Gubaliana ed ausiliare di Jaro. Ricevette la consacrazione episcopale dall'arcivescovo Bruno Torpigliani, nunzio apostolico nelle Filippine, co-consacranti l'arcivescovo Jaime Sin (appena nominato arcivescovo di Manila in quell'anno) e l'arcivescovo Artemio Casas, terzo arcivescovo metropolita di Jaro. Dopo le dimissioni dell'arcivescovo Casas nel 1986, fu chiamato a succedergli il 2 aprile 1986. Prese possesso dell'arcidiocesi il 16 luglio seguente. Fu presidente della Commissione di diritto canonico della Conferenza episcopale cattolica delle Filippine (CBCP); dal 1977 al 1981 ne era stato membro del Consiglio di amministrazione e, dal 1983 al 1987 e dal 1993 al 1996, membro del Consiglio permanente. Nel 1997 guidò l'opposizione della Chiesa a Iloilo contro il piano del governo dell'ex presidente filippino Fidel V. Ramos di modificare la Costituzione e di estendere il mandato del presidente filippino. Guidò anche proteste contro una lotteria approvata dal governo e promosse la protezione dell'ambiente attraverso la piantagione di alberi e altre attività. Fu tra i tredici padri sinodali filippini all'Assemblea speciale del Sinodo dei vescovi per l'Asia del 1998 tenutasi dal 19 aprile al 14 maggio di quell'anno in Vaticano.
Morì il 17 dicembre 1998 a Iloilo.

## Genealogia episcopale e successione apostolica
La genealogia episcopale è:
- Cardinale Scipione Rebiba
- Cardinale Giulio Antonio Santori
- Cardinale Girolamo Bernerio, O.P.
- Arcivescovo Galeazzo Sanvitale
- Cardinale Ludovico Ludovisi
- Cardinale Luigi Caetani
- Cardinale Ulderico Carpegna
- Cardinale Paluzzo Paluzzi Altieri degli Albertoni
- Papa Benedetto XIII
- Papa Benedetto XIV
- Papa Clemente XIII
- Cardinale Marcantonio Colonna
- Cardinale Giacinto Sigismondo Gerdil, B.
- Cardinale Giulio Maria della Somaglia
- Cardinale Carlo Odescalchi, S.I.
- Cardinale Costantino Patrizi Naro
- Cardinale Lucido Maria Parocchi
- Papa Pio X
- Cardinale Gaetano De Lai
- Cardinale Raffaele Carlo Rossi, O.C.D.
- Cardinale Amleto Giovanni Cicognani
- Arcivescovo Bruno Torpigliani
- Arcivescovo Alberto Jover Piamonte